# Esaias Fleischer
Esaias Fleischer, född 19 februari 1732 i Egeslevmagle på Själland, död 6 januari 1804 i Slagelse, var en dansk ämbetsman samt lantekonomisk och naturhistorisk författare.
Efter att ha blivit student i Roskilde 1749, studerade Fleischer först orientaliska språk, men studerade samtidigt teologi och tog ämbetsexamen 1751.  I 13 år var han lärare vid Latinskolen i Roskilde, studerade kyrkohistoria och juridik och satte sig både praktiskt och teoretiskt in i lantbruket. År 1774 blev han inspektör på Jægerspris, 1780 överforstinspektör över de Sorø Akademi tillhöriga skogarna och 1781 amtmand över Korsør och Antvorskov amter, från vilket ämbete han emellertid avskedades 1785. Han invaldes som utländsk ledamot av Vetenskapsakademien i Stockholm 1779.
Fleischer hade genom sin verksamhet fått god kännedom om böndernas förhållanden, och i den litterära striden om landboreformerna, som startade 1784, var han en självskriven deltagare. Han var en av de främsta reformmotståndarna, och hans stridsskrifter präglas av såväl övertygelse som hetsighet och bitterhet. Särskilt väckte hans skrift Breve angaaende den danske Proprietær og Bonde, med patriotisk Frihed skrevne af Fædrelandets sande Ven (1786) stor uppmärksamhet och debatt. Han gav en mörk beskrivning av förhållandena, men menade att böndernas större frihet skulle leda till deras totala undergång och vara en grov rättskränkning av proprietären; förhållandena borde åtgärdas genom skattesänkningar, minskat vägarbete och förbättrat skolväsende. 
Fleischer var även en framstående läroboksförfattare och Agerdyrknings-Katekismus (1780) belönades med Landhusholdningsselskabets store guldmedalj. År 1779 utgav han en skogsbrukslära, 1782 en större Dansk Havebog, och efter avskedet från amtmandsämbetet utgav han Forsøg til en Naturhistorie (10 delar i 26 band), som på sin tid blev mycket läst men, liksom hans skogsbrukslära, mer är ett vittnesbörd om flit och beläsenhet än om självständig författarverksamhet. Han författade även den religiösa skriften Jesu Christi Religions Sandhed (1798–1799).